# Rosa 'Pat Austin'
Rosa 'Pat Austin' — сорт английских (англ. English Rose) роз, относится к классу Шрабы.
Сорт назван в честь Пат Остин — жены Дэвида Остина.
С 2016 года в России данный сорт не реализуется, снят с производства. 

## Биологическое описание
Куст высотой 105—150 см, шириной 105 см. Невысокий кустарник или короткая плетистая роза.
Цветки в кистях по 3-7 шт, поникающие, чашевидные, диаметром 10—12 см, оранжево-красные, махровые, с сильным ароматом чайных роз.
Другой вариант описания цветка: яркий медный на внутренней стороне лепестков, и бледный медно-желтый на внешней стороне, похожа на 'Austrian Copper' (Rosa foetida var. bicolor).
Цветение непрерывное.

## В культуре
Зоны морозостойкости (USDA-зоны): от 6b — 9b.
Недостатком являются слабые побеги, которые сгибаются до земли под тяжестью цветков.

## Болезни и вредители
Устойчивость к чёрной пятнистости и мучнистой росе средняя.